# فرودگاه بین‌المللی هراکلین
فرودگاه بین‌المللی هراکلین (به انگلیسی: Heraklion International Airport) یک فرودگاه است . این فرودگاه در کشور یونان قرار دارد .

## شرکت‌های هواپیمایی و مقصدهای پروازی
| شرکت‌های هواپیمایی                                     | مقصدهای پروازی |
| ----------------------------------------------------- | --- |
| ایجین ایرلاینز                                        | فصلی: برلین تگل، بوردو–مریگناک، برست برتانی، دوسلدورف، فرانکفورت، ژنو، لارناکا، گاتویک، لیون-سینت اگزوپری، مارسی پروانس، متز-نانسی-لورن، میلانو مالپنسا، دوموده‌دوو، مونیخ، نانت آتلانتیک، شارل دوگل پاریس، پراگ رازیون، پالکوو، اشتوتگارت، بن گوریون، تولوز-بلانیاک، وین، زوریخ چارتر فصلی: یاش، تفلیس, زوارتنوتس |
| آئروفلوت                                              | فصلی: شرمتیوو |
| ایر مولداوا                                           | چارتر فصلی: کیشیناو |
| آلیتالیا                                              | فصلی: لئوناردو دا وینچی-فیومیچینو |
| ای‌اس‌ال ایرلاینز فرانسه                                | چارتر فصلی:منچستر |
| آسترا ایرلاینز                                        | فصلی: مونیخ، سالونیک چارتر فصلی: درسدن ، |
| ایر صربیا اجرا توسط ایر صربیا                         | چارتر فصلی: بلگراد نیکولا تسلا |
| آسترین ایرلاینز                                       | فصلی: وین |
| بلو پاناروما ایرلاینز اجرا توسط بلو پاناروما ایرلاینز | فصلی: اوریو آل سریو، لئوناردو دا وینچی-فیومیچینو |
| بلوبرد ایرویز                                         | چارتر فصلی: بن گوریون |
| بریتیش ایرویز                                         | فصلی: گاتویک |
| بروکسل ایرلاینز                                       | فصلی: بروکسل |
| Cobalt Air                                            | لارناکا |
| کوندور فلوگدینست                                      | فصلی: برلین شونفلد، دوسلدورف، فرانکفورت، هامبورگ، هانوفر، لایپزیگ/هال، منچستر، مونیخ، اشتوتگارت |
| Corendon Dutch Airlines                               | فصلی: اسخیپول آمستردام، بروکسل، خرونینگن ایلده، ماستریخت آخن |
| Cyprus Airways                                        | فصلی: لارناکا |
| ایزی‌جت                                                | فصلی: برلین شونفلد، بریستول، ادینبرو، هامبورگ، گاتویک، لوتن لندن، منچستر، میلانو مالپنسا، شارل دوگل پاریس |
| easyJet Switzerland                                   | فصلی: ژنو |
| ادلوایس ایر                                           | فصلی: زوریخ |
| الین‌ایر                                               | آتن، سالونیک فصلی: بلگراد نیکولا تسلا, برلین تگل، هنری کواندا، کاتوویتس، بوریسپیل، ونوکووا، مونیخ، ملی سادورینی، پالکوو، تفلیس , شوپن ورشو چارتر فصلی: مینرالنیه وودی، کورومچ، ریگا |
| انتر ایر                                              | چارتر فصلی:گاتویک |
| فن‌ایر                                                 | فصلی: هلسینکی |
| جرمنیا                                                | فصلی: برمن، درسدن، ارفورت-وایمار، فریدریش هافن، مانستر اوسنابروک، روستوک-لاگه |
| یورو وینگز                                            | فصلی: برلین تگل، کلن بن، هامبورگ، هانوفر |
| جرمنیا فلوگ                                           | فصلی: زوریخ |
| ایبریا اکسپرس                                         | فصلی: مادرید-باراخاس |
| جت تایم                                               | چارتر فصلی: کپنهاگ |
| جت۲.کام                                               | فصلی: بیرمنگام، ایست میدلند، ادینبرو، گلاسگو، لیدز برادفورد، استانستد لندن، منچستر، نیوکاسل |
| لوفت‌هانزا                                             | فصلی: مونیخ |
| لوکزایر                                               | فصلی: لوگزامبورگ - فیندل |
| مریدیانا                                              | فصلی: اوریو آل سریو، چارتر فصلی: ورونا |
| میسترال ایر                                           | فصلی: ناپل |
| مونارک ایرلاینز                                       | فصلی: بیرمنگام |
| Neos                                                  | فصلی: میلانو مالپنسا چارتر فصلی: اوریو آل سریو |
| نیکی لوفت‌فارت                                         | فصلی: زالتسبورگ، وین |
| نروجین ایر شاتل                                       | فصلی: کپنهاگ، هلسینکی، گاردرموئن اسلو، استکهلم-آرلاندا |
| المپیک ایر اجرا توسط ایجین ایرلاینز                   | آتن، سالونیک فصلی: رود |
| Sky Express                                           | آتن، جزیره کوس، رود فصلی: Paros |
| Small Planet Airlines                                 | چارتر فصلی:گراتس |
| اسمال پلنت ایرلاینز                                   | فصلی: لوبلین پوزنان-لاویکا چارتر فصلی: کاتوویتس، شوپن ورشو |
| اسمارت‌لینکس ایرلاینز                                  | چارتر فصلی: ریگا |
| اسمارت‌وینگز اجرا توسط تراول سرویس ایرلاینز            | فصلی: برنو-تورانی، بوداپست فرنک لیست، دبرسن، لیل، لئوس جانسیک استراوا، پراگ رازیون |
| اسمارت‌وینگز اجرا توسط تراول سرویس                     | فصلی: ام. آر. استفانیک، کوشیتسه |
| سان اکسپرس                                            | فصلی: دوسلدورف، فرانکفورت (آغاز از ۴ اکتبر ۲۰۱۷), هانوفر, مونیخ، نورنبرگ، اشتوتگارت (آغاز از ۵ اکتبر ۲۰۱۷) |
| سان دور اینترنشنال ایرلاینز اجرا توسط ال عال          | فصلی: بن گوریون |
| سوئیس اینترنشنال ایرلاینز                             | فصلی: ژنو |
| تاروم                                                 | چارتر فصلی: هنری کواندا |
| Thomas Cook Airlines                                  | فصلی:بیرمنگام، بریستول، ایست میدلند، گلاسگو، گاتویک، منچستر، نیوکاسل |
| Thomson Airways                                       | فصلی: بیرمنگام، کاردیف، دونکاستر شفیلد رابین‌هود، ایست میدلند، گلاسگو، گاتویک، استانستد لندن، منچستر، نیوکاسل چارتر فصلی: دوبلین |
| ترانساویا.کام                                         | فصلی: اسخیپول آمستردام، آیندهوون |
| ترنسویا فرانس                                         | فصلی: لیون-سینت اگزوپری، نانت آتلانتیک، اورلی |
| تراول سرویس ایرلاینز                                  | چارتر فصلی: پراگ رازیون |
| تراول سرویس                                           | چارتر فصلی: بوداپست فرنک لیست |
| Travel Service Polska                                 | چارتر فصلی: شوپن ورشو |
| تراول سرویس                                           | چارتر فصلی: براتیسلاوا، سلیاچ |
| تی‌یوآی‌فلای                                            | فصلی: بازل-مولوز-فرایبورگ اروپا، کلن بن، دوسلدورف، فرانکفورت، هانوفر، کارلسروهه/بادن-بادن، لایپزیگ/هال، مونیخ، نورنبرگ، زاربروکن، وین |
| TUI fly Belgium                                       | فصلی: بروکسل، بروکسل جنوب شرلروآ چارتر فصلی: لیژ، لیل، اوستند-بروگس |
| تی‌یوآی ایرلاینز نیدرلندز                              | چارتر فصلی: اسخیپول آمستردام، خرونینگن ایلده |
| یوتی‌ایر اوییشن                                        | فصلی: ونوکووا |
| ولوتی                                                 | فصلی: باری، ناپل، پالرمو، ونیز مارکو پولو |
| ویولینگ                                               | فصلی: بارسلونا-ال پرات، کاتانیا-فونتاناروسا، لئوناردو دا وینچی-فیومیچینو |
| Windrose Airlines                                     | فصلی: بوریسپیل |
| Windrose Airlines اجرا توسط دنیپرواویا                | چارتر فصلی: دنیپروپتروفسک |
| ویز ایر                                               | فصلی: بوداپست فرنک لیست |